# Lodewijk Rogier

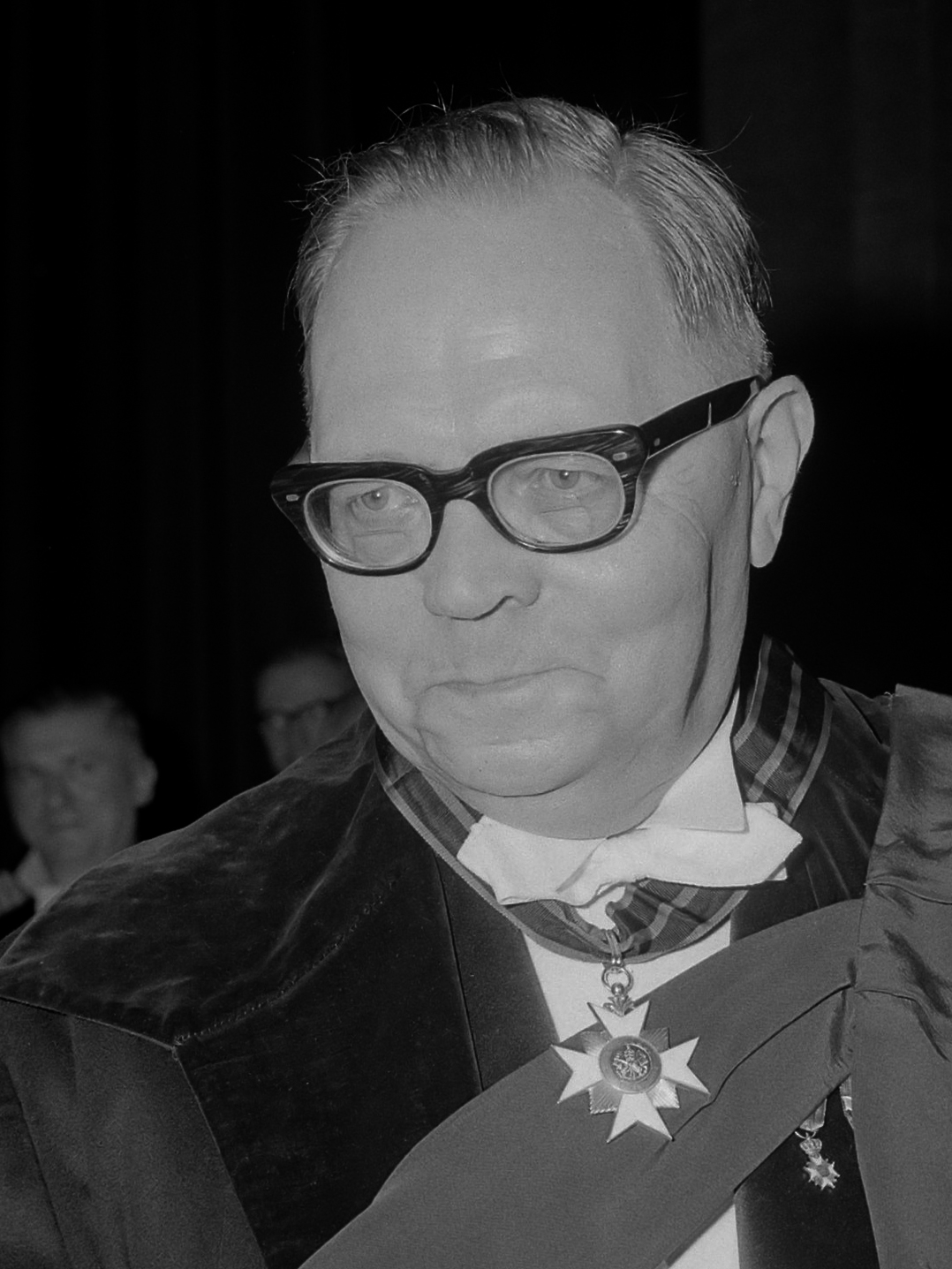
Lodewijk Rogier (1964)

Ludovicus Jacobus Rogier, roepnamen Louis en Lodewijk, (Rotterdam, 26 juli 1894 – Groesbeek, 30 maart 1974) was een Nederlandse neerlandicus en historicus. Zijn belangrijkste werk is Geschiedenis van het Katholicisme in Noord-Nederland in de 16e en 17e eeuw (1945-1947).

## Biografie
Rogier volgde de kweekschool en haalde in 1919 de middelbare akte Nederlands. Ook volgde hij een M.O.-opleiding geschiedenis aan de Gemeente Universiteit van Amsterdam. Vanaf 1913 tot 1919 was Rogier onderwijzer; van 1919 tot 1947 was hij docent Nederlands aan de gemeentelijke hbs in Rotterdam. Naast neerlandicus was Rogier ook historicus, hoewel hij voor dit vak geen formele opleiding heeft afgerond. In 1930 publiceerde hij bij de opening van de nieuwe Sint-Antonius-Abtkerk in Delfshaven zijn boek Geschiedenis van katholiek Delfshaven. In 1933 werd dit werk gevolgd door het boek Aan de monden van Rotte en Schie over de geschiedenis van Rotterdam, Delfshaven en Schiedam.
Van 1945 tot 1947 werkte Rogier aan de Geschiedenis van het Katholicisme in Noord-Nederland in de 16e en 17e eeuw. De Katholieke Universiteit Nijmegen verleende Rogier na publicatie van dit werk een eredoctoraat (het eerste uit haar geschiedenis) en benoemde hem tot hoogleraar. Dit hoogleraarschap heeft Rogier tot 1965 bekleed, hij werd opgevolgd door prof. dr. Ad Manning. In 1954 won Rogier als eerste historicus de P.C. Hooft-prijs.
Rogier was een geharnaste, onafhankelijke denker en onderzoeker, ook en vooral waar het de Katholieke Kerk betrof. Hoon had hij voor de 'kuiperijen' van hen die vonden dat de bisschoppen zijn boek over de Rooms-Katholieke Kerk van 1853-1953 moesten verbieden wegens zijn gebrek aan onderdanigheid. Later hekelde hij 'de katholieke deugd der volgzaamheid', wat hij een 'instinct van schapen' noemde (Adelbertrede). Bovendien gold Rogier als een voortreffelijk stilist.

## Laatste jaren
Tegen het eind van zijn leven stond hij sterk afwijzend ten aanzien van de benoeming in 1972 van bisschop Joannes Gijsen van Roermond. Hij hekelde degenen die hem in het zadel hadden geholpen. In zijn kenmerkende bijtende stijl schreef hij over: "Conservatieve frondeurs, malcontenten, dwepers met een dictatoriaal gezag, deels zelfs politieke delinquenten die met de nazi's hebben geheuld: zij zijn het ondeugdelijk kompas waar Rome op vaart om de crisis in de Nederlandse kerk het hoofd te bieden."
Overigens was Rogier evenmin gecharmeerd van alle vernieuwingen in de Kerk die hij zag afglijden tot verschraling en een deïstisch minimum aan spiritualiteit.

## Prijzen
- 1954 - P.C. Hooft-prijs voor In vrijheid herboren, Katholiek Nederland 1853-1953 (de hoofdstukken I, II en IV)
- 1966 - Karel de Grote-prijs voor zijn gehele oeuvre

## Onderscheidingen
- 1964 - Commandeur in de Orde van Sint Silvester